# Abandon Your Friends
Abandon Your friends è il terzo album in studio dei From Autumn to Ashes. Il disco è stato pubblicato il 30 agosto 2005 dall'etichetta discografica Vagrant Records.
Questo album si discosta leggermente dal sound tradizionale del gruppo, soprattutto a causa dello scarso contributo che il cantante Benjamin Perri ha avuto nella produzione dell'album, sia per quanto riguarda la stesura dei testi sia per la loro interpretazione, e questo si denota anche dal fatto che molte canzoni sono interamente cantate dal batterista Francis Mark.
Successivamente alla data di pubblicazione del CD, venne registrato il video della canzone Where Do You Draw The Line.

## Tracce
1. Where Do You Draw the Line? – 4:28
2. Inapprope – 2:47
3. Sugar Wolf – 5:37
4. Vicious Cockfight – 3:58
5. Streamline – 4:40
6. The Funny Thing About Getting Pistol Whipped Is... – 2:41
7. Placentapede – 5:15
8. Kansas City 90210 – 4:00
9. Short for Show – 4:01
10. Long to Go – 4:29
11. Jack and Ginger – 2:49
12. Abandon Your Friends – 4:03

## Formazione
- Benjamin Perri - voce
- Brian Deneeve - chitarra
- Scott Gross - chitarra
- Mike Pilato - basso
- Francis Mark - batteria, voce